# Sainte-Croix-Hague
Sainte-Croix-Hague település Franciaországban, Manche megyében. Lakosainak száma 779 fő (2018. január 1.). Sainte-Croix-Hague Urville-Nacqueville, Acqueville, Beaumont-Hague, Biville, Branville-Hague, Flottemanville-Hague, Querqueville, Tonneville, Urville-Hague, Vasteville és Vauville községekkel határos.

## Népesség
A település népessége az elmúlt években az alábbi módon változott:
| Lakosok száma | 333  | 333  | 477  | 608  | 608  | 779  | 834  | 860  | 819  | 779  |
|               | 1968 | 1975 | 1982 | 1990 | 1999 | 2011 | 2013 | 2015 | 2017 | 2018 |